# L'Ennemi (poème)
Pour les articles homonymes, voir L'Ennemi.
 (avril 2012).
Si vous disposez d'ouvrages ou d'articles de référence ou si vous connaissez des sites web de qualité traitant du thème abordé ici, merci de compléter l'article en donnant les références utiles à sa vérifiabilité et en les liant à la section « Notes et références ».
 (mars 2010).
- Si vous ne connaissez pas le sujet, laissez ce bandeau (vous pouvez alors contacter les auteurs).
- Si vous supprimez le contenu mis en cause (vous pouvez préalablement contacter les auteurs),

argumentez précisément cette suppression dans la page de discussion
(un manque de référence n'est pas un argument ; une recherche réelle de référence doit avoir été effectuée, être formellement documentée).
L'Ennemi est un des poèmes des Fleurs du mal de Charles Baudelaire publié en 1857.
Baudelaire expose une nouvelle fois le thème littéraire traditionnel du temps dans ce sonnet, forme classique composée de deux quatrains et de deux tercets, dixième poème de son recueil Les Fleurs du mal. La disposition des rimes des quatrains trahit toutefois une volonté du poète de se dégager des règles strictes du sonnet marotique. 

## Analyse des thèmes
Paul Henderickx a tenté dans son article «Qui est l'obscur Ennemi de Baudelaire» de démystifier l'identité de l'ennemi. Il propose, entre autres, que la présence de la conjonction «et», à l'avant-dernier vers, implique que ce qui suit, c'est-à-dire l'Ennemi, est quelque chose de différent du Temps présent au vers précédent. Henderickx met l'accent sur le qualificatif «obscur» placé devant le nom «Ennemi», et selon lui le temps est trop évident pour satisfaire cet adjectif. 
Ainsi, l'ennui pourrait être une piste de solution quant à l'identité de l'ennemi, pensons à sa représentation dans d'autres poèmes, entre autres «Joueur généreux» : «cette bizarre affection de l'Ennui, qui est la source de toutes vos maladies».

## Analyse textuelle
Les rimes (ABAB-CDCD-EEF-GFG) font de l'Ennemi un sonnet irrégulier (les rimes des tercets sont alternées et différentes, au lieu d'être identiques et embrassées, comme le veulent les règles du sonnet français)
Baudelaire met en évidence le temps qui passe par une progression passé-présent dans le premier quatrain : « ne fut » v.1 = passé « ont fait », v.3 = passé proche avec répercussion sur le présent, « reste » v.4 = présent
L'arrivée de l'automne, c'est-à-dire de la vieillesse (c'est une métaphore poétique employée afin d'éviter d'utiliser le mot "« vieillesse ») est mise en valeur par le présentatif « Voilà » qui marque aussi l'aboutissement de la progression évoquée auparavant.
L'utilisation de l'image du jardin joue sur la polysémie du mot « temps » : Baudelaire montre les conséquences du temps météorologique : celui-ci « fait un tel ravage » (v.3) qu'il ne reste après « qu'un sol lavé comme une grève » (c'est-à-dire rien du tout, une absence totale de matière) ;
Cette métaphore filée (c'est-à-dire cette métaphore qui s'étend sur plusieurs vers) du jardin et du temps météorologique est à mettre en rapport avec l'esprit du poète (voir paragraphe suivant) et le temps humain celui qui passe.
Certains ont proposé que ce « Temps » (v.12) est personnifié comme le suggère la majuscule et l'utilisation d'un vocabulaire normalement adapté à un homme "« mange » (v.12) « ronge » (v.13) pour être finalement assimilé à un « Ennemi » (v.13), carnassier et très vorace. Le temps qui dévore les hommes peut être assimilé à Cronos (en grec ancien Χρόνος / Khrónos), Titan mythologique (fils de Gaïa) grec qui dévora ses enfants pour éviter que ceux-ci l'assassinent pour prendre le pouvoir. D'autre pensèrent, plus récemment que le temps avait été assimilé à un Vampire ("mange 
La vie", "ronge le cœur", "du sang"). Ces hypothèses ont été moins acceptées car on douterait le fait que le vampire existerait au XIXe siècle.
La métaphore filée du jardin représente donc l'esprit du poète. Les « fruits vermeils » (v.4) et les « fleurs nouvelles » (v.9) sont des images qu'il faut comprendre comme l'inspiration poétique, la production artistique du poète. Ainsi le poète voit son esprit dans l'impossibilité de créer, « ravag[é] » (v.3) par le temps qui passe. Parallèlement, il donne à ces « fleurs nouvelles », c'est-à-dire à cette inspiration un côté presque divin, transcendant : il a besoin d'un « mystique aliment » (v.11).